# Linda Fratianne
Linda Sue Fratianne (Los Angeles, Califórnia, 2 de agosto de 1960) é uma ex-patinadora artística estadunidense. Ela conquistou uma medalha de prata olímpica em 1980, e conquistou quatro medalhas em campeonatos mundiais, sendo duas de ouro, uma de prata e uma de bronze.

## Principais resultados
| Resultados                                            | Resultados    | Resultados        | Resultados      | Resultados       | Resultados      | Resultados        | Resultados    | Resultados    | Resultados    | Resultados    | Resultados    | Resultados    |
| Internacional                                         | Internacional | Internacional     | Internacional   | Internacional    | Internacional   | Internacional     | Internacional | Internacional | Internacional | Internacional | Internacional | Internacional |
| Evento/Temporada                                      | 1974– 1975    | 1975– 1976        | 1976– 1977      | 1977– 1978       | 1978– 1979      | 1979– 1980        |               |               |               |               |               |               |
| ----------------------------------------------------- | ------------- | ----------------- | --------------- | ---------------- | --------------- | ----------------- | ------------- | ------------- | ------------- | ------------- | ------------- | ------------- |
| Jogos Olímpicos                                       |               | 8.ª               |                 |                  |                 | Medalha de prata  |               |               |               |               |               |               |
| Campeonato Mundial                                    |               | 5.ª               | Medalha de ouro | Medalha de prata | Medalha de ouro | Medalha de bronze |               |               |               |               |               |               |
| Richmond Trophy                                       |               | Medalha de bronze |                 |                  |                 |                   |               |               |               |               |               |               |
| Skate Canada International                            |               |                   |                 | Medalha de ouro  |                 |                   |               |               |               |               |               |               |
| Nacional                                              |               |                   |                 |                  |                 |                   |               |               |               |               |               |               |
| Campeonato dos Estados Unidos                         | 7.ª           | Medalha de prata  | Medalha de ouro | Medalha de ouro  | Medalha de ouro | Medalha de ouro   |               |               |               |               |               |               |
|                                                       |               |                   |                 |                  |                 |                   |               |               |               |               |               |               |
| Legenda: Competição não foi disputada nesta temporada |               |                   |                 |                  |                 |                   |               |               |               |               |               |               |